# José Luis Dibildox Martínez
José Luis Dibildox Martínez (ur. 20 lipca 1943 w Matehuala, zm. 31 sierpnia 2018 w Tampico) – meksykański duchowny rzymskokatolicki, od 2003 do 2018 biskup Tampico.

## Życiorys
Święcenia kapłańskie przyjął 27 października 1968 i został inkardynowany do archidiecezji San Luis Potosí. Pracował m.in. w kurii i seminarium, zaś od 1988 był podsekretarzem meksykańskiej Konferencji Episkopatu.
20 grudnia 1993 został mianowany biskupem Tarahumary. Sakry biskupiej udzielił mu 25 stycznia 1994 abp Girolamo Prigione.
27 grudnia 2003 ogłoszono jego nominację na biskupa Tampico.
20 lipca 2018 przeszedł na emeryturę. Zmarł 31 sierpnia 2018 na atak serca.